# Museum Militaire Traditie
Museum Militaire Traditie is gevestigd in 't Schilderhuis aan de Van Rijckevorselstraat 2 in Driebergen-Rijsenburg. Het museum werd opgericht in 1988. Het toont de geschiedenis en tradities van de Nederlandse strijdkrachten. Tot de collectie behoort veel militaire kleding en toebehoren. Het museum besteedt aandacht aan alle krijgsmachtonderdelen sinds hun oprichting tot vandaag. Naast historische uniformen van de Nederlandse krijgsmachtdelen zijn er uniformen van het KNIL. Het beslaat de periode tussen de slag bij Waterloo in 1815 tot en met de vredesmissies in Irak en Afghanistan.
Het documentatiecentrum van het museum bestaat uit een bibliotheek en een historisch archief.

## 't Schilderhuis
Wachtlopen tijdens militaire dienst werd ook wel schilderen genoemd. Een wachthuisje voor wachtlopende militairen kreeg zo de naam schilderhuis.

## Vaste collectie
- uniformen
- onderscheidingen
- historische wapens
- Diorama's
- miniaturen
- maquette van de slag bij Waterloo
- historische uitrustingsstukken en attributen
- collectie Indië-schildjes